# کارل کلکنر
کارل کلکنر (به آلمانی: Karl Klöckner) (زاده ۱۲ ژانویه ۱۹۱۵) یک دوچرخه‌سوار اهل آلمان بوده‌است.
وی در بخش دوچرخه‌سواری تعقیبی ۴۰۰۰ متر بازی‌های المپیک تابستانی ۱۹۳۶ شرکت کرده و به مقام چهارم دست پیدا کرده است.